# Éric Tié Bi
Éric Tié Bi (né le 20 juillet 1990 à Bédiala), est un footballeur ivoirien,.

## Biographie
Formé à l'Olympique lyonnais, il rejoint en mai 2010, le club d'Évian Thonon Gaillard tout juste promu en Ligue 2,.
À l'issue de la saison 2010-2011, le club savoyard remporte le championnat, Éric Tié Bi aura joué 25 matchs.
Le 10 juillet 2015, il s'engage en faveur du Stade brestois, pour une durée de deux ans.
En janvier 2019 il effectue un essai, non concluant, au Stade lavallois.

## Palmarès
Évian Thonon Gaillard
- Championnat de France de Ligue 2
  - Champion en 2011
- Coupe de France
  - Finaliste en 2013

 LB Châteauroux
- Championnat de France de football National (1)
  - Champion : 2017